# Варгашинский район
Варгаши́нский райо́н — административно-территориальная единица (район)  в Курганской области России. В рамках организации местного самоуправления в границах района существует муниципальное образование Варгашинский муниципальный округ (с 2004 до 2022 гг. — муниципальный район).
Административный центр — посёлок городского типа Варгаши.

## География
Район расположен в центральной части Курганской области. Граничит с Тюменской областью, а также с Мокроусовским, Лебяжьевским, Половинским, Кетовским и Белозерским районами.

## История

### 1923—1932 гг.
На основании постановлений ВЦИК от 3 ноября и 12 ноября 1923 года в составе Курганского округа Уральской области образован Варгашинский район с центром в п. ст. Варгаши из Дубровской, Моревской, части Саламатовской и Сычевской волостей Курганского уезда Челябинской губернии. В состав района вошло 17 сельсоветов: Варгашинский, Дубровинский, Дундинский, Кабаньевский, Копайский, Корниловский, Лихачевский, Марковский, Медвежьевский, Моревской, Моховской, Поповский, Саламатовский, Среднеспорновский, Строевский, Сычевский, Щучьевский.
Постановлением Президиума Уралоблисполкома от 31 декабря 1925 года из Лебяжьевского района передан Песьянский сельсовет и переименован в Старопесьянский сельсовет, Моховской сельсовет передан в Лебяжьевский район.
Постановлением Президиума Уралоблисполкома от 15 сентября 1926 года Среднеспорновский сельсовет переименован в Спорновский.
Постановлением ВЦИК от 1 января 1932 года район упразднён. Копайский, Корниловский, Медвежьевский, Моревской, Поповский, Старопесьянский и Щучьевский сельсоветы переданы в Лебяжьевский район; Варгашинский, Дубровинский, Дундинский, Кабаньевский, Лихачевский, Марковский, Саламатовский, Спорновский, Строевский и Сычевский сельсоветы переданы в Курганский район.

### 1934—1963 гг.
Постановлением ВЦИК от 18 января 1935 года в составе Челябинской области образован Варгашинский район с центром в п. ст. Варгаши. В его состав вошли Барашковский, Варгашинский, Дубровинский, Дундинский, Кабаньевский, Лихачевский, Марковский, Саламатовский, Спорновский, Станичновский, Строевский и Сычевский сельсоветы Курганского района; Корниловский, Медвежьевский, Моревской, Поповский, Старопесьянский и Щучьевский сельсоветы Лебяжьевского района; Носковский и Обменовский сельсоветы Мокроусовского района.
Указом Президиума Верховного Совета СССР от 6 февраля 1943 года район включён в состав Курганской области.
Указом Президиума Верховного Совета РСФСР от 14 июня 1954 года упразднены Дундинский, Кабаньевский, Корниловский, Моревской, Станичновский, Строевский и Щучьевский сельсоветы; Обменовский и Старопесьянский сельсоветы объединены в Рямовский сельсовет.
Решением Курганского облисполкома от 13 декабря 1957 года упразднен Марковский сельсовет, образован Совхозный сельсовет.

### 1963—1965 гг.
Указом Президиума Верховного Совета РСФСР от 1 февраля 1963 года образован укрупненный Варгашинский сельский район с включением в его состав сельсоветов упразднённых Белозерского, Мостовского и Половинского районов. В укрупненный район вошли: Варгашинский поссовет, Байдарский, Барашковский, Башкирский, Боровской, Булдакский, Варгашинский, Васильевский, Верхнесуерский, Дубровинский, Лихачевский, Маломостовской, Медвежьевский, Менщиковский, Мостовской, Новотроицкий, Носковский, Ошурковский, Пищальский, Половинский, Поповский, Просековский, Романовский, Рямовский, Саламатовский, Слободчиковский, Совхозный, Спорновский, Сумкинский, Сычевский, Уральский и Шастовский сельсоветы.
Указом Президиума Верховного Совета РСФСР от 3 марта 1964 года во вновь образованный Половинский сельский район переданы: Байдарский, Башкирский, Булдакский, Васильевский, Менщиковский, Пищальский, Половинский и Сумкинский сельсоветы; в Кетовский  сельский район переданы: Боровской, Романовский и Слободчиковский сельсоветы.
Решением Курганского облисполкома от 18 мая 1964 года упразднен Рямовский сельсовет.

### С 1965 года
Указом Президиума Верховного Совета РСФСР от 12 января 1965 года укрупненный Варгашинский сельский район преобразован в район и разукрупнен. Маломостовской и Новотроицкий сельсоветы переданы во вновь образованный Мокроусовский район.
Решением Курганского облисполкома от 23 января 1967 года Саламатовский сельсовет переименован в Строевский.
Решением Курганского облисполкома от 21 августа 1967 года Совхозный сельсовет переименован в Пичугинский.
Решением Курганского облисполкома от 9 апреля 1973 года образован Дундинский сельсовет, упразднен Носковский сельсовет.
Решением Курганского облисполкома от 24 марта 1992 года образован Терпуговский сельсовет.
Законом Курганской области от 6 июля 2004 года в рамках организации местного самоуправления в границах района был создан муниципальный район, в составе которого были выделены 19 муниципальных образований: 1 городское поселение (Варгашинский поссовет) и 18 сельских поселений (сельсоветов).
Законом Курганской области от 20 сентября 2018 года был образован новый Южный сельсовет.
Законом Курганской области от 18 января 2019 года  были упразднены Барашковский, Варгашинский, Лихачевский, Пичугинский, Поповский и Сычевский сельсоветы.
Законом Курганской области от 4 марта 2020 года  были упразднены Ошурковский, Просековский и Терпуговский сельсоветы.
Законом Курганской области от 3 октября 2022 года упразднены все сельсоветы, а также муниципальный район и все входившие в его состав поселения, которые были преобразованы путём их объединения в муниципальный округ.

## Население
| 1926    | 1939    | 1959    | 1970    | 1979    | 1989    | 2002    |
| ------- | ------- | ------- | ------- | ------- | ------- | ------- |
| 25 455  | ↘21 069 | ↘19 615 | ↗30 695 | ↘26 474 | ↘24 417 | ↘23 255 |
| 2009    | 2010    | 2011    | 2012    | 2013    | 2014    | 2015    |
| ↘22 224 | ↘19 919 | ↘19 903 | ↘19 792 | ↘19 486 | ↘19 258 | ↘18 977 |
| 2016    | 2017    | 2018    | 2019    | 2020    | 2021    |         |
| ↘18 852 | ↗18 857 | ↗18 934 | ↘18 697 | ↘18 411 | ↘15 970 |         |

### Урбанизация
Городское население (рабочий посёлок Варгаши) составляет  52,82 % от всего населения района.

## Территориальное устройство
В рамках административно-территориального устройства, район до 2022 года включал административно-территориальные единицы: 1 посёлок городского типа районного подчинения и 4 сельсовета.
В рамках организации местного самоуправления, до 2022 года в одноимённый муниципальный район входили 5 муниципальных образований, в том числе 1 городское поселение и 4 сельских поселения.
| №        | Бывшее муниципальное образование | Административный центр  | Количество населённых пунктов | Население (чел.) | Площадь (км²) |
| -------- | -------------------------------- | ----------------------- | ----------------------------- | ---------------- | ------------- |
| 1e-06    | Городское поселение:             |                         |                               |                  |               |
| 1        | Варгашинский поссовет            | рабочий посёлок Варгаши | 21                            | ↘10 895          | 13,25         |
| 1.000002 | Сельские поселения:              |                         |                               |                  |               |
| 1.000003 | Барашковский сельсовет           | село Барашково          | 3                             | ↘492             | 286,235       |
| 1.000004 | Варгашинский сельсовет           | село Варгаши            | 2                             | ↘506             | 125,109       |
| 2        | Верхнесуерский сельсовет         | село Верхнесуерское     | 4                             | ↘802             | 206,75        |
| 2.000005 | Дубровинский сельсовет           | село Дубровное          | 1                             | ↘365             | 135,831       |
| 2.000006 | Дундинский сельсовет             | село Дундино            | 2                             | ↘294             | 156,592       |
| 2.000007 | Лихачевский сельсовет            | село Лихачи             | 4                             | ↘559             | 301,479       |
| 2.000008 | Медвежьевский сельсовет          | село Медвежье           | 3                             | ↘190             | 116,225       |
| 3        | Мостовской сельсовет             | село Мостовское         | 3                             | ↘1520            | 212,312       |
| 3.000009 | Ошурковский сельсовет            | село Ошурково           | 4                             | ↘376             | 146,446       |
| 3.00001  | Пичугинский сельсовет            | село Пичугино           | 3                             | ↗868             | 163,891       |
| 3.000011 | Поповский сельсовет              | село Попово             | 3                             | ↘330             | 210,493       |
| 3.000012 | Просековский сельсовет           | село Большое Просеково  | 2                             | →447             | 76,125        |
| 3.000013 | Спорновский сельсовет            | село Спорное            | 1                             | ↘280             | 134,521       |
| 3.000014 | Строевский сельсовет             | село Строево            | 1                             | ↘249             | 134,145       |
| 3.000015 | Сычевский сельсовет              | село Сычево             | 4                             | ↘249             | 82,527        |
| 3.000016 | Терпуговский сельсовет           | село Терпугово          | 1                             | ↘260             | 99,533        |
| 3.000017 | Уральский сельсовет              | село Яблочное           | 5                             | ↘540             | 184,461       |
| 4        | Шастовский сельсовет             | село Шастово            | 5                             | ↗833             | 195,934       |
| 5        | Южный сельсовет                  | село Дубровное          | 8                             | ↘1333            | 677,314       |

Законом Курганской области от 6 июля 2004 года в рамках организации местного самоуправления в границах района был создан муниципальный район, в составе которого были выделены 19 муниципальных образований: 1 городское (Варгашинский поссовет) и 18 сельских поселений (сельсоветов).
Законом Курганской области от 20 сентября 2018 года, был образован новый Южный сельсовет, в состав которого вошли все населённые пункты 5 упразднённых сельсоветов: Дубровинского, Дундинского, Медвежьевского, Спорновского и Строевского.
Законом Курганской области от 18 января 2019 года Барашковский, Варгашинский, Лихачевский, Пичугинский, Поповский и Сычевский сельсоветы были упразднены, а их территории с 1 февраля 2019 года включены в состав Варгашинского поссовета.
Законом Курганской области от 4 марта 2020 года Уральский сельсовет был присоединён к Мостовскому сельсовету.
Законом Курганской области от 4 марта 2020 года Ошурковский, Просековский и Терпуговский сельсоветы были присоединены к Верхнесуерскому сельсовету.
Законом Курганской области от 3 октября 2022 года муниципальный район и все входившие в его состав городское и сельские поселения были упразднены и преобразованы путём их объединения в муниципальный округ; помимо этого были упразднены и сельсоветы района как его административно-территориальные единицы.

## Населённые пункты
В Варгашинском районе (муниципальном округе) 53 населённых пункта, в том числе один посёлок городского типа (рабочий посёлок) и 52 сельских населённых пункта.
| №  | Населённый пункт  | Тип                   | Население | Бывшее муниципальное образование |
| -- | ----------------- | --------------------- | --------- | -------------------------------- |
| 1  | Барашково         | село                  | ↘451      | Варгашинский поссовет            |
| 2  | Барнаул           | деревня               | ↘1        | Мостовской сельсовет             |
| 3  | Белово            | деревня               | ↘196      | Верхнесуерский сельсовет         |
| 4  | Березняки         | деревня               | ↗16       | Варгашинский поссовет            |
| 5  | Большое Молотово  | деревня               | ↘105      | Уральский сельсовет              |
| 6  | Большое Просеково | село                  | ↘440      | Просековский сельсовет           |
| 7  | Большое Шмаково   | деревня               | ↘30       | Ошурковский сельсовет            |
| 8  | Бородино          | деревня               | ↘8        | Просековский сельсовет           |
| 9  | Варгаши           | пгт (рабочий посёлок) | ↘8435     | Варгашинский поссовет            |
| 10 | Варгаши           | село                  | ↘515      | Варгашинский поссовет            |
| 11 | Васильки          | деревня               | ↘12       | Варгашинский поссовет            |
| 12 | Верхнесуерское    | село                  | ↘632      | Верхнесуерский сельсовет         |
| 13 | Волосниково       | деревня               | ↘81       | Шастовский сельсовет             |
| 14 | Гагарье           | деревня               | ↘36       | Южный сельсовет                  |
| 15 | Дубровное         | село                  | ↘370      | Южный сельсовет                  |
| 16 | Дундино           | село                  | ↘296      | Южный сельсовет                  |
| 17 | Заложное          | деревня               | ↘121      | Мостовской сельсовет             |
| 18 | Заозерная         | деревня               | ↘77       | Уральский сельсовет              |
| 19 | Кабанье           | деревня               | ↘77       | Варгашинский поссовет            |
| 20 | Камышное          | село                  | ↘32       | Варгашинский поссовет            |
| 21 | Корнилово         | деревня               | ↘78       | Южный сельсовет                  |
| 22 | Крутихинское      | деревня               | ↘95       | Ошурковский сельсовет            |
| 23 | Лихачи            | село                  | ↘498      | Варгашинский поссовет            |
| 24 | Малое Шмаково     | деревня               | ↘39       | Ошурковский сельсовет            |
| 25 | Малопесьяная      | деревня               | ↘18       | Варгашинский поссовет            |
| 26 | Медвежье          | село                  | ↘171      | Южный сельсовет                  |
| 27 | Моревское         | деревня               | ↘68       | Варгашинский поссовет            |
| 28 | Мостовское        | село                  | ↘1544     | Мостовской сельсовет             |
| 29 | Новый Путь        | деревня               | ↘9        | Уральский сельсовет              |
| 30 | Носково           | село                  | ↘26       | Варгашинский поссовет            |
| 31 | Обменово          | деревня               | →5        | Варгашинский поссовет            |
| 32 | Ошурково          | село                  | ↘307      | Ошурковский сельсовет            |
| 33 | Пестерево         | деревня               | ↗43       | Варгашинский поссовет            |
| 34 | Пичугино          | село                  | ↘758      | Варгашинский поссовет            |
| 35 | Плотниково        | деревня               | ↘215      | Шастовский сельсовет             |
| 36 | Попово            | село                  | ↘346      | Варгашинский поссовет            |
| 37 | Роза              | посёлок               | ↘34       | Варгашинский поссовет            |
| 38 | Саламатовское     | село                  | ↘93       | Южный сельсовет                  |
| 39 | Секисово          | деревня               | ↘111      | Шастовский сельсовет             |
| 40 | Середкино         | деревня               | ↘56       | Верхнесуерский сельсовет         |
| 41 | Сосновка          | деревня               | ↘76       | Верхнесуерский сельсовет         |
| 42 | Спорное           | село                  | ↘280      | Южный сельсовет                  |
| 43 | Старопесьяное     | деревня               | ↘1        | Варгашинский поссовет            |
| 44 | Строево           | село                  | ↘249      | Южный сельсовет                  |
| 45 | Сычево            | село                  | ↘247      | Варгашинский поссовет            |
| 46 | Терпугово         | село                  | ↘260      | Терпуговский сельсовет           |
| 47 | Урал              | деревня               | ↘198      | Уральский сельсовет              |
| 48 | Уфина             | деревня               | ↘99       | Варгашинский поссовет            |
| 49 | Шастово           | село                  | ↘261      | Шастовский сельсовет             |
| 50 | Шмаково           | деревня               | ↘233      | Шастовский сельсовет             |
| 51 | Щучье             | деревня               | ↘49       | Варгашинский поссовет            |
| 52 | Юрахлы            | посёлок               | ↘58       | Варгашинский поссовет            |
| 53 | Яблочное          | село                  | ↘366      | Уральский сельсовет              |

## Экономика
Основу экономики района составляет сельскохозяйственное производство. Крупными сельскохозяйственными предприятия района являются ТОО им. Калинина, ТОО «Родина». Промышленность представлена предприятием ОАО «Варгашинский завод противопожарного и специального оборудования», выпускающим пожарные машины и автоцистерны.

## Известные жители
- Герой Российской Федерации С.А. Евланов (род. 1973)
- Герой Советского Союза Ф.И. Безруков (1922—1943)
- Герои Социалистического Труда: А.П. Горбунов (1924—2007), П.Ф. Захаров (1920—1986), Н.П. Федотов (1920—1986)

### Руководители органов исполнительной власти

#### Глава Администрации Варгашинского района
- 19хх — октябрь 1997 — Шмаков Валерий Викторович
- октябрь 1997 — июнь 2002 — Ярцев Леонид Михайлович
- июнь 2002 — октябрь 2006 — Мухин Роман Игнатьевич; избран во 2-м туре 16 июня 2002, за него проголосовало 45,62 % избирателей, принявших участие в голосовании

#### Глава Варгашинского района
- 26 октября 2006 — 5 июня 2023 — Яковлев Валерий Фёдорович, на выборах в октябре 2006 набрал более 84% голосов избирателей
- с 5 июня 2023 — ликвидатор Гаврилова Татьяна Борисовна, юридическое лицо Администрация Варгашинского района (ИНН 4505003804) находится в стадии ликвидации.

#### Глава Варгашинского муниципального округа Курганской области
11 июля 2023 года зарегистрирована Администрация Далматовского муниципального округа Курганской области (ИНН 4500009344). 
- с 11 июля 2023 — Яковлев Валерий Фёдорович

### Руководители органов законодательной власти

#### Председатель Собрания представителей Варгашинского района
Собрание представителей Варгашинского района (с 2004 года — Варгашинская районная Дума) было сформировано в 1996 году в соответствии с Законом Курганской области от 05 февраля 1996 года №37 «О местном самоуправлении в Курганской области» и Законом Курганской области от 22 июля 1996 года №67 «О выборах депутатов представительных органов местного самоуправления Курганской области». В соответствии с Уставом района были избраны 8 депутатов.
- I созыв (выборы 24 ноября 1996 — 2000)
  - ноябрь 1996 — октябрь 1997 — Шмаков Валерий Викторович (Глава Администрации Варгашинского района),
  - 21 октября 1997 года – 2000 — Ярцев Леонид Михайлович (Глава Администрации Варгашинского района).
- II созыв (выборы 26 ноября 2000 — 2004)
  - ноябрь 2000 — июнь 2002 — Ярцев Леонид Михайлович (Глава Администрации Варгашинского района).
  - 24 июня 2002 — 2004 — Мухин Роман Игнатьевич

#### Председатель Варгашинской районной Думы
В соответствии с Уставом района были избраны 15 депутатов. 
- III созыв (выборы 28 ноября 2004 — 2009) — Матыч Галина Алексеевна
- IV созыв (выборы 11 октября 2009 — 2014) — Емельянов Евгений Анатольевич
- V созыв (выборы 14 сентября 2014 — 2019) — Емельянов Евгений Анатольевич
- VI созыв (выборы 8 сентября 2019 — 10 мая 2023) — Емельянов Евгений Анатольевич
- с 10 мая 2023 — ликвидатор Гаврилова Татьяна Борисовна, юридическое лицо Варгашинская районная Дума (ИНН 4505008104) находится в стадии ликвидации.

#### Председатель Думы Варгашинского муниципального округа Курганской области
- I созыв (выборы 23 апреля 2023 — 2028) — Тимофеев Эдуард Викторович